# 観測員章
観測員章(ドイツ語: Beobachterabzeichen)は、ナチス・ドイツの勲章。

## 概要
1935年11月にヘルマン・ゲーリングによって制定された。主に航空機の観測員や航空士、爆撃手を対象としており、2か月以上の勤務、もしくは5回以上の出撃が受章条件となっていたが、戦闘中に負傷した場合は条件が免除された。
観測員章を保有する者、もしくはパイロット章を保有する者は、より上位の勲章であるパイロット兼観測員章取得の資格を得ることができた。しかし1944年7月31日に規則が改定され、実際に受けるためには観測員章、パイロット章両方の取得後一年以上の勤務が必要になった。
佩用する際は制服の左胸ポケットに付けるが、一級鉄十字章など高位勲章がある場合はその下に佩用した。
勲章は当初ニッケル銀メッキで作られていたが、1937年からはアルミニウムに原料が変わり、第二次世界大戦の終盤に差し掛かると次第に金属合金が用いられるようになった。また、フリーガーブルーゼのような戦闘服に佩用するため、布製の観測員章も生産された。